# Xemeneia de fades

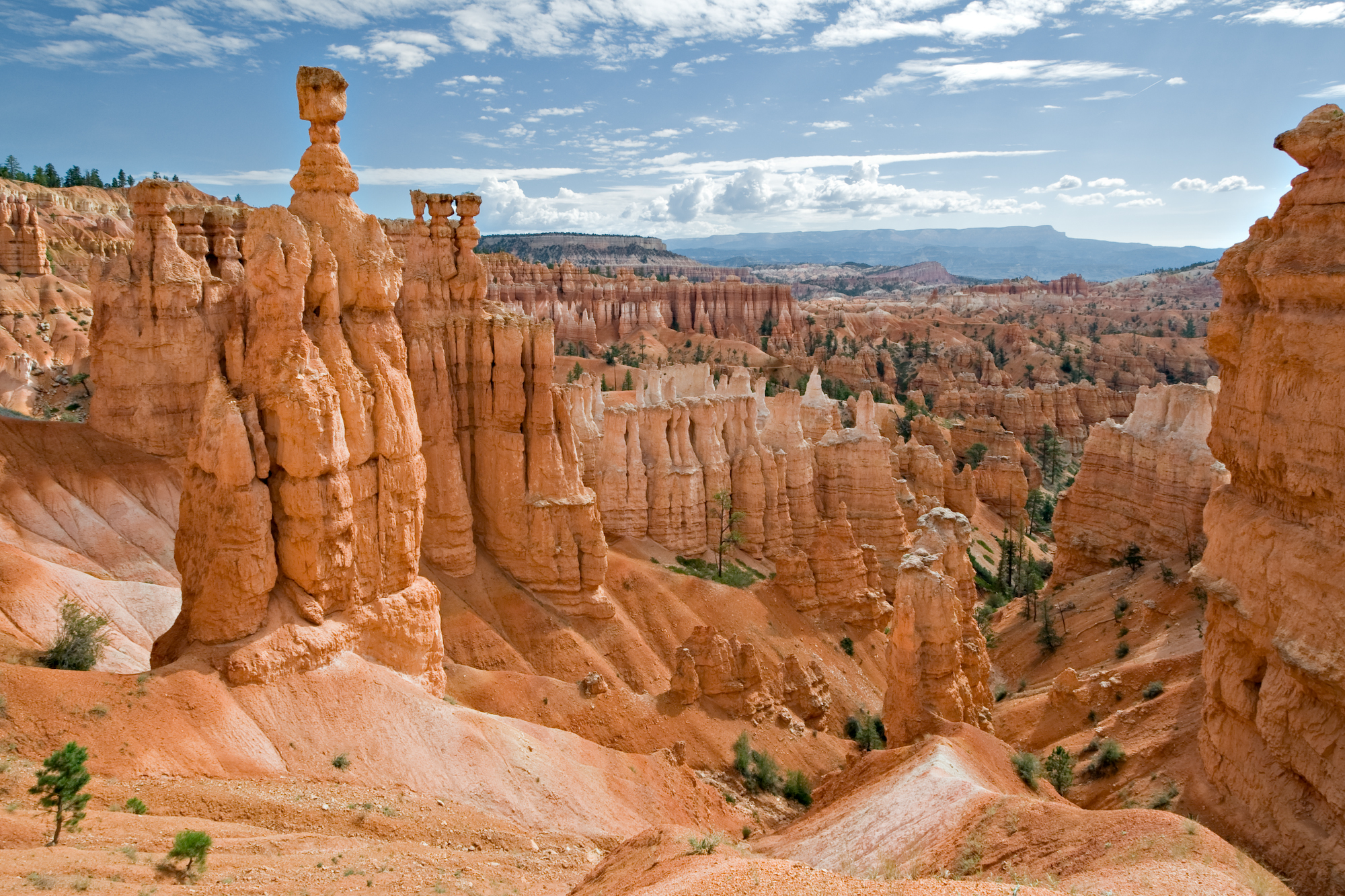
Xemeneies de fades al Parc Nacional del Canyó Bryce, a Utah

Una xemeneia de fades (també anomenada senyoreta amb tocat [Demoiselle coiffée], torre rocosa o hoodoo), en geomorfologia, és una mena de gran columna natural constituïda a força de roques febles, generalment sedimentàries. El cim és de roca més resistent que la protegeixen dels efectes de l'erosió. Són un accident semblant al que passa a les costes amb els farallons, en els quals també intervé l'erosió marina. Es troben principalment al desert i en zones àrides, seques i calents. En l'ús comú, la diferència entre les xemeneies de fades i els pinacles o agulles és que les xemeneies tenen un gruix variable i les agulles, en canvi, un perfil més suau o un gruix uniforme que es va estrenyent des del terra cap amunt. Els Hoodoo varien en grandària des del d'un humà mitjà a altures superiors a un edifici de 10 pisos. Els minerals dipositats en els diferents tipus de roca són la causa que certes xemeneies variïn de color al llarg de la seva alçada.
Les més conegudes, ja que són un important reclam turístic, estan a la regió de Capadòcia, a Turquia, i al Parc Nacional del Canyó Bryce, als EUA. Aquestes formes, de vegades estranyes, estan present arreu del planeta i són la font de moltes creences, supersticions i llegendes.

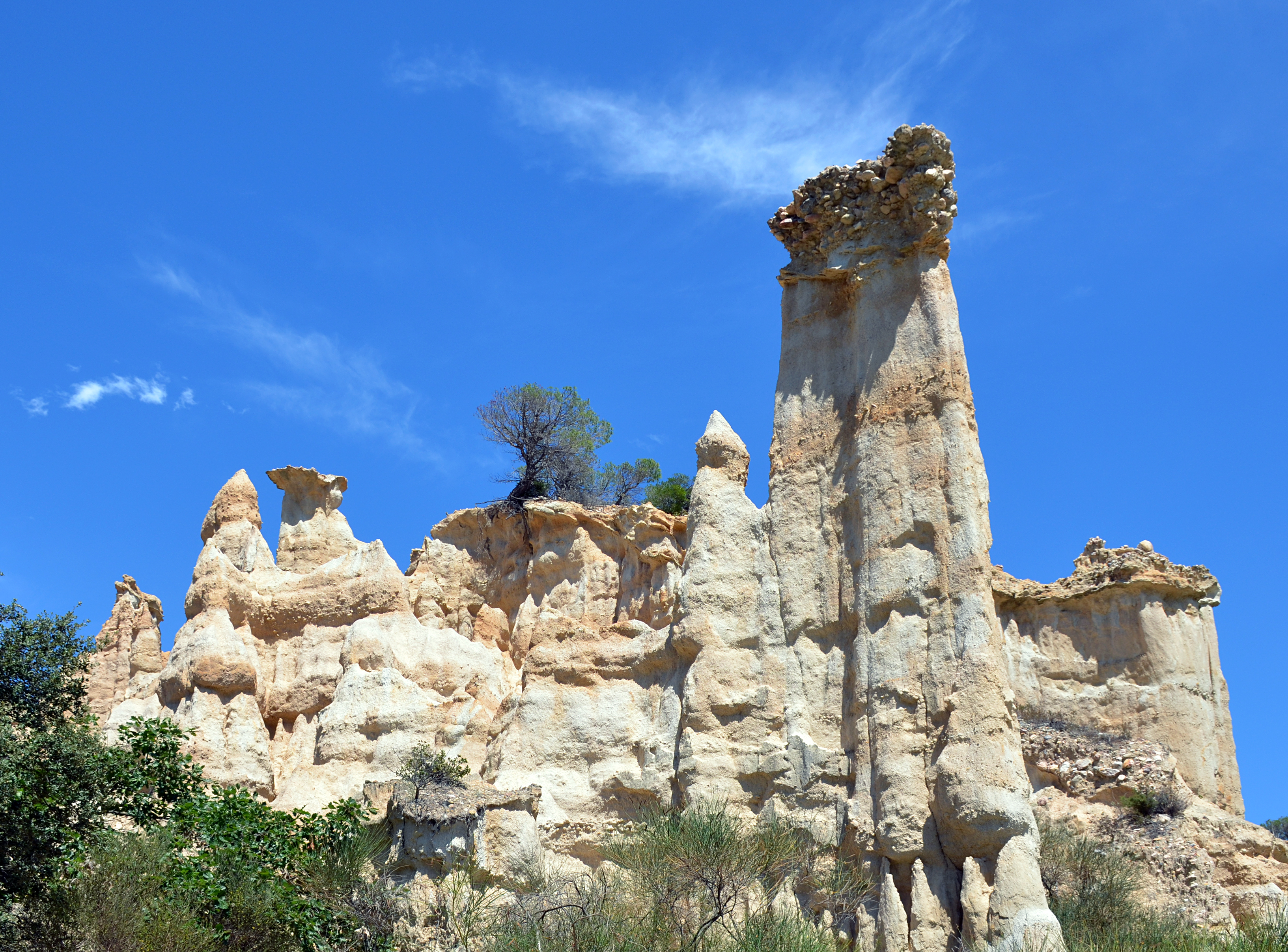
Els Orgues, a Illa (Rosselló)

L'erosió de les xemeneies poden tenir un o diversos orígens, segons sigui el lloc en què apareguin. Poden ser degut a la força dels corrents d'aigua de pluja i a les reaccions químiques entre les roques i l'aigua. També a la força del vent que destrueix la roca per expansió.
Les columnes es componen d'estrats (diverses capes de sòl superposades) compostos de roques friables (calcàries, per exemple), mentre que el seu cim està constituït per una capa de protecció (per exemple una capa de gres o d'una gruixuda roca més dura) més resistent a l'erosió. Aquest casc protegeix de l'erosió les capes fràgils situades per sota, mentre que les capes veïnes desapareixen amb el temps.